# Duell Metternich–Kielmansegg

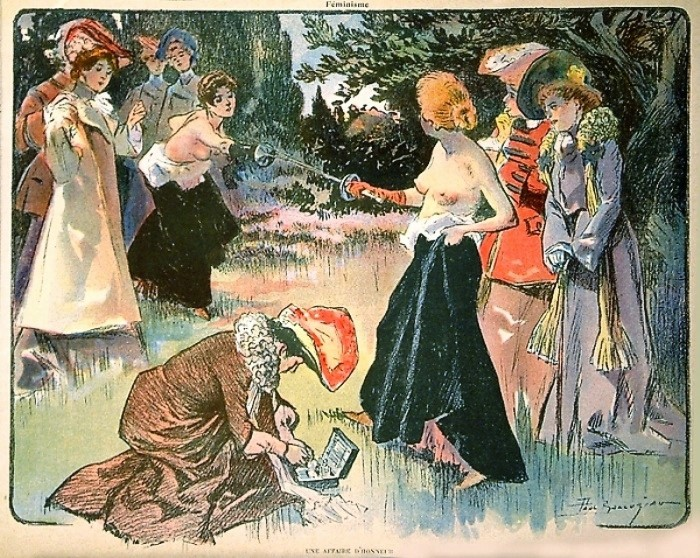
Magazin-Illustration des Duells von Paul Balluriau

Das Duell Metternich–Kielmansegg war ein angebliches Duell mit Rapieren (Degen) zwischen Fürstin Pauline von Metternich und Gräfin Anastasia von Kielmansegg, Ehefrau von Graf Erich von Kielmansegg, im August 1892.
Auch wenn zahlreiche zeitgenössische Zeitungen über dieses Duell berichteten, handelt es sich laut der damaligen österreichischen Presse um eine Falschmeldung.

## Das Duell
Fürstin Metternich organisierte am österreichischen Kaiserhof regelmäßig große Feste. Sie initiierte die vom 7. Mai bis zum 9. Oktober 1892 stattfindende internationale Musik- und Theaterausstellung im Wiener Prater. Laut der Berichte schlug Graf Kielmansegg der Fürstin vor, seine Frau in das Damenkomitee aufzunehmen, wo diese sich als ebenso ehrgeizig erwies wie die Fürstin. Die beiden Frauen seien so sehr in Streit über ein Blumenarrangement geraten, dass das Wortgefecht in einer Duellforderung endete.
Zum Duell sei man nach Vaduz in das benachbarte Fürstentum Liechtenstein gefahren. Als Schiedsrichterin soll die Warschauer Ärztin Baronin Lubinska fungiert haben, Sekundantinnen waren nach den Berichten Prinzessin Schwarzenberg und Gräfin Kinsky. Gekämpft werden sollte „bis zum ersten Blut“. Baronin Lubinska habe ihr medizinisches Wissen eingebracht: Sie soll gewarnt haben, dass Duellverletzungen besonders gefährlich seien, wenn Teile der Kleidung in die Wunden kämen und sie dabei infizierten. Das könne zum Tode führen. Daher habe sie den Duellantinnen vorgeschlagen, dass die abseits stehenden männlichen Diener sich umdrehen und die Damen ihre Oberbekleidung ablegen sollten. So sei das Duell oben ohne ausgefochten worden. Nach anderen Angaben beschränkte sich das Entkleiden darauf, dass die streitenden Damen noch Korsetts und Hemden trugen.
Fürstin Metternich soll zuerst leicht an der Nase verletzt worden sein, habe aber dann die Gräfin am Arm treffen können, die daraufhin mit einem Schrei das Rapier fallen ließ. Ihre sofort herbeieilenden Diener habe Baronin Lubinska mit einem Schirm vertrieben. Die Verletzungen seien dann von den Sekundantinnen behandelt worden und man habe die beiden streitenden Frauen überzeugt, sich nun zu versöhnen.

## Berichterstattung und Eingang in die Kunst
Von dem Duell wurde in ganz Europa berichtet, darunter in der britischen Frauenzeitschrift The Lady’s Realm und der französischen Zeitung Le Radical, die als Quelle auf die Zeitung Figaro verwies. Allerdings beschränken sich die zeitgenössischen Quellen auf die Zeitungsmeldungen. In Memoiren von Mitgliedern des Wiener Hochadels fehlt die Erwähnung der pikanten Geschichte. Stattdessen findet sich in einer französischen Zeitung der Abdruck eines Telegramms der Fürstin Metternich, die das Duell dementiert und es die Erfindung einer italienischen Zeitung nennt. In der österreichischen Presse wurde die Geschichte deutlich als Falschmeldung angeprangert, so in der Wiener Sonn- und Montags-Zeitung vom 15. August 1892, die ausführlich über die „Ente“ der italienischen Tribuna berichtete.
Trotzdem wurde die Geschichte der aristokratischen Duellantinnen vielfach und vielseitig aufgegriffen. Es entstanden zahlreiche Gemälde und später auch erotische Fotografien, die ein Duell zweier barbusiger oder leicht bekleideter Frauen darstellten. Der österreichische Komponist Josef Bayer schuf 1907 nach den Berichten die Operette Das Damenduell.